# 철학적 단편
《철학적 단편》(哲學的斷片, 덴마크어: Philosophiske Smuler eller En Smule Philosophi)은 덴마크 철학자 쇠렌 키르케고르가 1844년에 쓴 철학 책이며, "요한네스 클리마쿠스"라는 익명으로 쓴 세 권의 책 중 첫 번째 책이다.
지식을 어떻게 알 수 있는가 라는 질문을 담고 있으며, 클리마쿠스는 어떻게 소크라테스의 회상 이론과 기독교의 신성이 진리를 배우는 사람에게 정보를 제공하는지에 대해 논의를 전개하고 있다. 동시에 이 책은 실존주의 철학의 중요한 초기 본문이다. 그의 다른 저서와 같이, 이 책은 키르케고르 사후 몇 십년이 지나도록 독일어나 영어로 번역되지 못했지만, 이제는 탁월한 철학 책으로 인정받고 있다.

## 같이 보기
- 요한 고틀리프 피히테
- 토머스 칼라일